# Fotografie na Filipínách

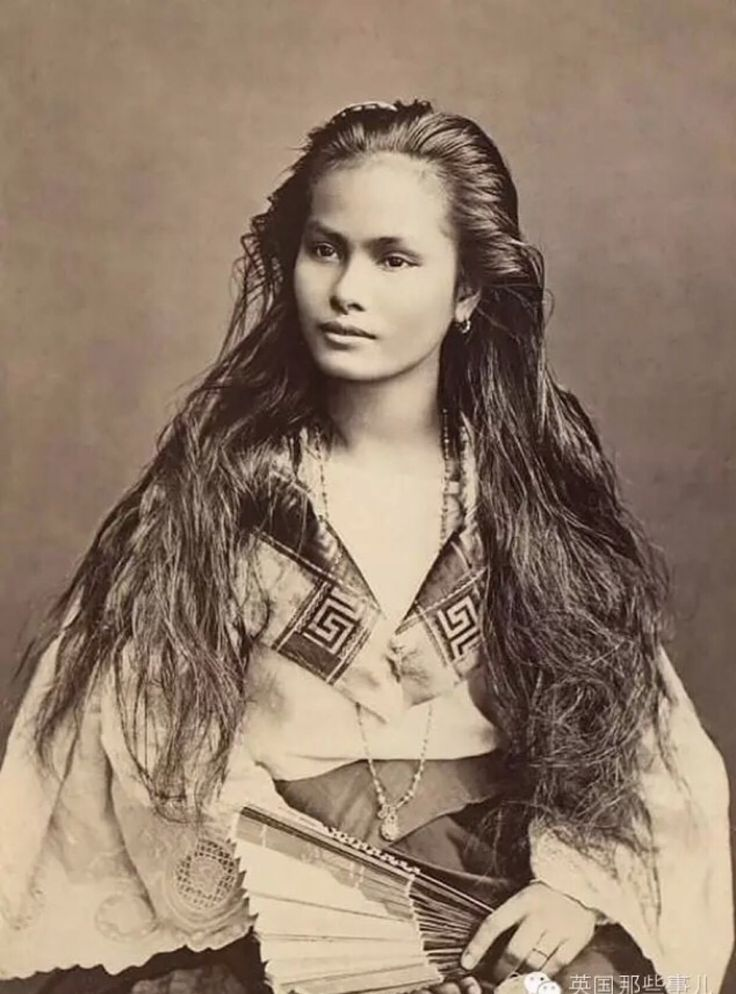
Francisco van Camp: Indígena de clase rica, čínsko-filipínská dívka, 1875

Průkopníky fotografie na Filipínách byli západní fotografové, většinou z Evropy. Praktické fotografování a otevírání prvních fotografických ateliérů na španělských Filipínách, od roku 1840 do roku 1890, vznikalo z následujících důvodů: fotografie byly použity jako prostředek zpráv a informací o kolonii, jako nástroj pro cestovní ruch, jako nástroj pro antropologii, jako prostředek k prosazování sociálního postavení, jako nástroj historické dokumentace, jako prostředek komunikace, jako materiál pro propagandu a jako zdroj inspirace pro ilustrace a rytiny. Praxe fotografování na Filipínách nebyla bez vlivu a přílivu konceptů západního umění do kolonizovaného souostroví.

## Španělská éra

### Komerční fotografie
Počátky fotografování na Filipínách sahají do 40. let 20. století se dvěma zachovanými daguerrotypiemi. První pochází z Intramuros v Manile, zobrazující vlajku a druhá zobrazuje portrét samotného fotografa jménem W. W. Wood. Ačkoli jsou známé jako nejstarší dochované fotografie Filipín, jejich přesné datum zůstává nejasné. První písemná zmínka o využití fotografie na Filipínách však byla zmíněna v knize z roku 1843, kterou napsal španělský cestovatel, diplomat a básník Sinibaldo de Mas. Předpokládá se, že sám de Mas použil daguerrotypickou kameru v roce 1841. Od roku 1860 se fotografování v Manile a na ostatních Filipínách stalo běžnějším. Ačkoli se věří, že první fotografická studia byla otevřena na Filipínách v padesátých letech 20. století, prvním známým aktivně fungujícím fotoateliérem bylo studio britského fotografa Alberta Honnise. Honnis, uznávaný jako rezidentní fotograf na Filipínách od roku 1865 do roku 1880, byl oblíbeným producentem komerčních „vizitek“ a „estetických“ obrazových portrétů. Honnisovo zadání jako pověřeného fotografa společnosti Russell & Sturgis Company, přední společnosti v oboru cukrové třtiny té doby, mu umožnilo sestavit panoramatické fotografie španělské Manily a řeky Pasig (Vistas de Manila neboli Pohledy na Manilu). Dalšími průkopníky fotografického podnikání na Filipínách – kromě Sinibalda de Masa a W. W. Wooda – byli nizozemský fotograf Francisco van Camp, Manuel Maidin, Pedro Picón, německý fotograf Enrique Schüren, C. Bonifás, E. M. Barretto, Francisco Pertierra, Manuel Arias Rodriguez, L. González a americký fotograf Dean Conant Worcester.

### Fotografie krajiny
První důkazy o použití fotografie filipínských panoramat jako základu pro ilustraci v tištěných publikacích, jako časopisy nebo cestovní průvodci, byly v knize Fedora Jagora z roku 1875. Přeložená do španělštiny, Jagorova Reisen in den Philippinen, byla považována za jednu z nejlepších cestopisných knih. Líčila jeho cesty na Filipíny v roce 1859 a v roce 1860.

### Zprávy, historie a příroda prostřednictvím kamer

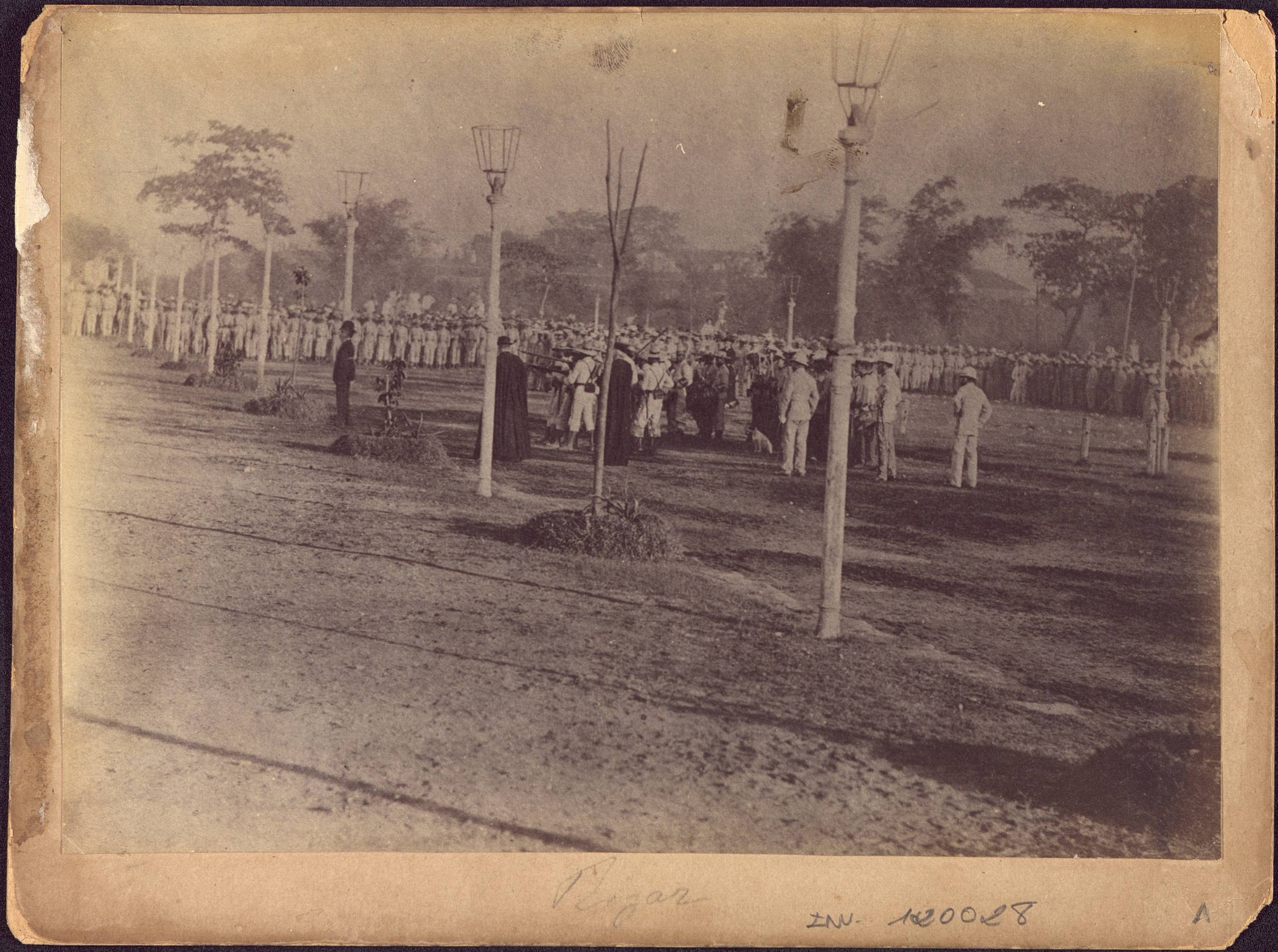
Poprava zastřelením Josého Rizala, 30. prosince 1896. Tuto fotografii (Fusilamiento de José Rizal) pořídil španělský kreol Manuel Arias Rodriguez.

#### Provinční a misijní život
Každodenní život domorodých Filipínců a zahraničních misionářů byl zobrazen v Provincia de Cagayan (Provincie Cagayan), v albu uloženém v madridském Museo Nacional de Antropología (Národním muzeu antropologie). Album, o kterém se předpokládá, že vyšlo v letech 1874 až 1880, dokumentuje metody pěstování tabáku z 19. století v Luzonu. Nechybějí ani fotografie zachycující místní zvyky, zábavy a tradice.
I přes potíže s prosazováním španělské nadvlády nad islámským ostrovem Mindanao byli Španělé schopni vyrobit alba Recuerdos de Mindanao (Vzpomínky na Mindanao) a roku 1892 Vistas de las poblaciones de Cottabato, Rio Grande de Mindanao, Joló, Liangan, Monungam,… y de tipos indigenas, asi como de tropas españolas en Filipinas (Pohledy na města Cotabato, řeku Grande na Mindanau, Jolo, Liangan, Monungam a na domorodé typy i na španělské jednotky na Filipínách). Tyto obrázky ilustrují krajinu Mindanaa, sultánovy osady a životní situace filipínských muslimů a španělských vojáků a misionářů.

#### Přírodní katastrofy
Fotografie na Filipínách 19. století také zachycují vizuální záznam o náročných životních podmínkách v tropech. Dokumentární práce profesionálních i amatérských fotografů potvrdila realitu přírodních katastrof, jako jsou sopečné erupce, zemětřesení, sesuvy půdy, lesní požáry, povodně, tajfuny a tornáda na Filipínách. Následky zemětřesení z roku 1863 byly zaznamenány fotografem španělské královské domácnosti Martinezem Hébertem, zatímco devastace způsobená seizmickými aktivitami, ke kterým došlo 14., 18., 20. a 22. července 1880, zachytil holandský fotograf Francisco van Camp.

#### Industrializace
Stav veřejných prací na Filipínách byl katalogizován v albu z roku 1887 Obras del Puerto de Manila (Práce na přístavu v Manila) a v knize z roku 1896 vydané radou v Manilském přístavu. Provozní a rozestavěné majáky na Filipínách v letech 1889–1893 byly také katalogizovány v Obras públicas: Faros dochované v madridském archivu královského paláce.

#### Vztah k antropologii
Vynález fotografie snížil potřebu antropologů cestovat za prací na místa, jako je Filipíny. Fotografie se staly jedním z důležitých sekundárních zdrojů antropologů pro jejich případové studie. Navzdory výhodám však toto fotografické podnikání také vytvořilo tendenci fotografů a samotných antropologů manipulovat s obrazy a předměty, jako je využívání komponovaných scén pro vědecké účely. Dalším doprovodným problémem „manipulace“ byly psychické stereotypy západních vědců. A také tendence pořizovat „voyeurské“ snímky, jak dokazuje velký počet domorodých žen s odhalenou horní částí těla.

## První filipínský fotograf
Jedním z prvních fotografů filipínské národnosti byl Félix Laureano. Jeho obrazové kompozice, jako En el baño (Koupel) a Cuadrilleros (Dělníci), se zaměřily na lidské formy, kohoutí zápasy a býčí zápasy na Filipínách. Stal se také prvním fotografem, který v roce 1895 vydal v Barceloně knihu fotografií o Filipínách Recuerdos de Filipinas (Filipínské paměti). Laureano byl také považován za „prvního filipínského umělce, který vědomě používal fotografii jako médium pro umění“.

## Americká éra

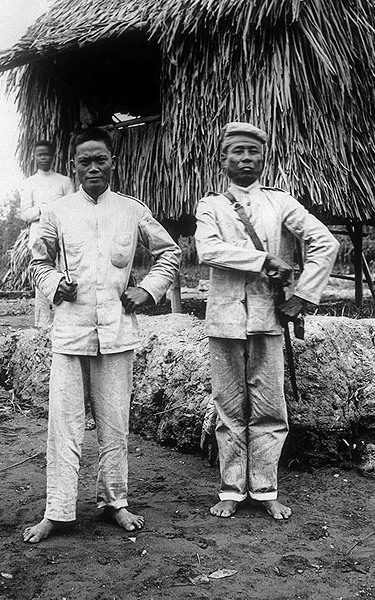
Fotografie filipínských vojenských důstojníků, 1899

### Thomasité
Po španělsko-americké válce byly Filipíny postoupeny Spojeným státům. Fotografování na Filipínách převzali Američané, jako například vojáci nebo Thomasité. Jednou z Thomasitek, která zde na počátku dvacátého století fotografovala, byla Philinda Rand. Během svého působení jako učitelka anglického jazyka na Filipínách pořídila fotografie, které ukazují mnoho aspektů filipínského života v Silay a Lingayen, kde pobývala. Mezi její snímky patří domorodí lidé, studenti, misionáři, budovy, zvířata a scenérie od roku 1901 do roku 1907.

### Kategorie
Fotografie na Filipínách během amerického kolonialismu v zemi vytvořily dvě kategorie fotografického žánru: koloniální americkou fotografii a filipínskou fotografii :

#### Koloniální americká fotografie
V této kategorii americké fotografie Filipínců zobrazovaly filipínské muže a ženy a scenérie nebo pozadí jako součást vědeckého nebo antropologického studia nebo jako kuriozity. V letech 1900 až 1914 byli američtí expedičníci fascinováni filipínskými horskými kmeny známými jako Igorots, rodná skupina, která v té době tvořila osm filipínských populací. Trendem fotografie na Filipínách během americké éry bylo představovat koloniální nebo imperiální převahu a odlišit rasu, odstín pleti, velikost těla, kulturní kontext a návyky oblékání ve srovnání s americkými způsoby a fyzickými rysy. Příkladem byla praxe lovu hlavy Igorotů, kmenová praxe, kterou tyto kmeny používají k urovnávání sociálních konfliktů spíše pomstou jednotlivců než hromadnou válkou, což bylo senzačně vyjádřeno v amerických produkcích lebek. V souvislosti se způsobem oblékání používali američtí kolonialisté množství oděvů, které nosili kmenoví Filipínci, jako indikátor úrovní filipínského sociálního rozvoje. pro zobrazení tvarů lebky. Filipínští domorodci byli také představováni jako domácí otroci a jako lidské exponáty.
20. léta 20. století se také stala zdrojem některých prvních pornografických a erotických snímků filipínských žen, například nahých fotografií filipínských domorodých žen, které vytvořil americký fotograf a bývalý ministr vnitra koloniální vlády Spojených států Dean Conant Worcester.

#### Filipínská fotografie
Filipínci během americké éry, kteří dostali příležitost „ovládat svůj vzhled“ před kamerami formálních fotografických studií, představili „mediální osobnost“, která se odlišovala od toho, co bylo prezentováno na obrázcích pořízených Američany, kteří mají vědecké a antropologické cíle. Během těchto osobních a formálních fotografických momentů byly filipínské ženy schopny demonstrovat ženskou „ctnost a zdokonalení“ tím, že byly oděné do módních a „náboženských“ oděvů své doby; zatímco lidé z Igorotu dostali šanci předvést svůj status a prestiž tím, že stáli rovně, pevně a měli na sobě kmenové pláště a v rukou hole.

## Filipínský život, kultura a identita prostřednictvím obrazů

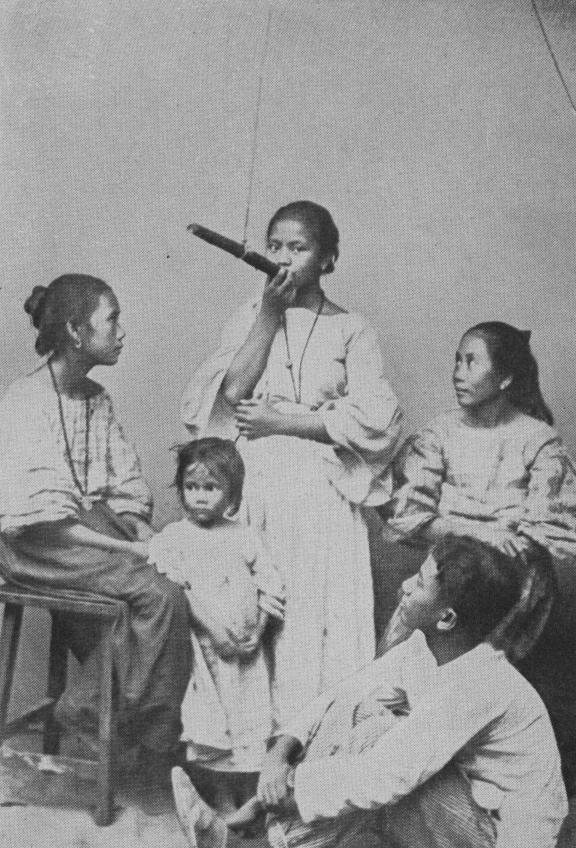
James David Givens: Kouření rodinného doutníku, raná fotografie filipínské rodiny žijící v severním Luzonu, fotografie publikovaná společností Hicks-Judd Company v roce 1912. Tento snímek mohl být pořízen dříve než v roce 1912.

Jako nástroj pro prezentaci filipínské kultury a identity fotografie odhalila, že Filipínci během španělského období a amerického kolonialismu měli vlastní odlišnou společnost. Na konci 19. století využívali elitní španělští a filipínští členové filipínské společnosti fotografie jako záznamy sociálního životního stylu. Než se americký kolonialismus zmocnil Filipínských ostrovů, americký fotograf v roce 1886 pořídil fotografie lidí a života ve městě Manila. Bez vlivu amerického kolonialistického přístupu dokázal fotograf zaznamenat skutečný a nekontrolovaný pouliční život filipínských lidí žijících ve městě, včetně čistě oblečených prodejců s „náboženskými náhrdelníky“ a mladého filipínského chlapce, který nabíral vodu z veřejné studny. Snímky fotografa představovaly Filipínce vyzařující přirozený půvab a sebevědomí před fotoaparátem, aniž by na nich bylo vidět známka zastrašení fotografickou technologií.
Ve 30. letech Filipínci začlenili fotografii jako součást filipínské kultury a společnosti. Mezi příklady tohoto kulturního začlenění patří fotografování svateb, portréty filipínských královen soutěží krásy, politiků, kultovních vůdců a populárních filipínských scenérií a panoramat. V letech 1935 až 1941 – období filipínského společenství – filipínští politici využívali fotografii jako prostředek propagandy a volební agendy. Později rozmach filipínské fotografie vyústil ve fotografická alba svázaná a sbíraná filipínskými rodinami, která uchovávala zaznamenané křty, školní fotografie, rodinná setkání, společenská setkání a výlety, manželství, výročí svatby nebo pohřby. Fotografie se pro ně stala nástrojem pro uchování rodinné genealogie a společenské historie, zaznamenaných snímků, které se předávají nepřetržitě z jedné generace na druhou.
Filipínci vyvinuli svůj vlastní jedinečný charakter pózování před fotografickou kamerou. Protože jsou filipínští jednotlivci nebo skupiny citliví a uvědomují si, jak by se měli prezentovat a zobrazovat prostřednictvím fotografií, nejsou pasivními představiteli. Fotograficky dokážou promítnout „určitý styl (…) nebo aspekt“ sebe sama. Při prohlížení obrázků najdou Filipínci „vrstvy významu o (…) charakteru a osobnosti subjektu zachycených na fotografii.